# 安东尼·米勒
安东尼·米勒（英語：Anthony Miller，1971年10月22日—），美国NBA联盟前职业篮球运动员。他在1994年的NBA选秀中第2轮第12顺位被金州勇士选中。